# Quercus bernardensis
Quercus bernardensis är en bokväxtart som beskrevs av W.Wolf. Quercus bernardensis ingår i släktet ekar, och familjen bokväxter. Inga underarter finns listade.